# Omskavia
Omskavia (En ruso: ОмскАвиа) fue una aerolínea basada en Omsk, Rusia. Operaba vuelos regulares nacionales e internacionales y vuelos chárter, tanto como para pasajeros como para carga y correo. Su aeropuerto base era el Aeropuerto de Omsk-Tsentralny y el Aeropuerto Internacional Domodedovo en Moscú. 

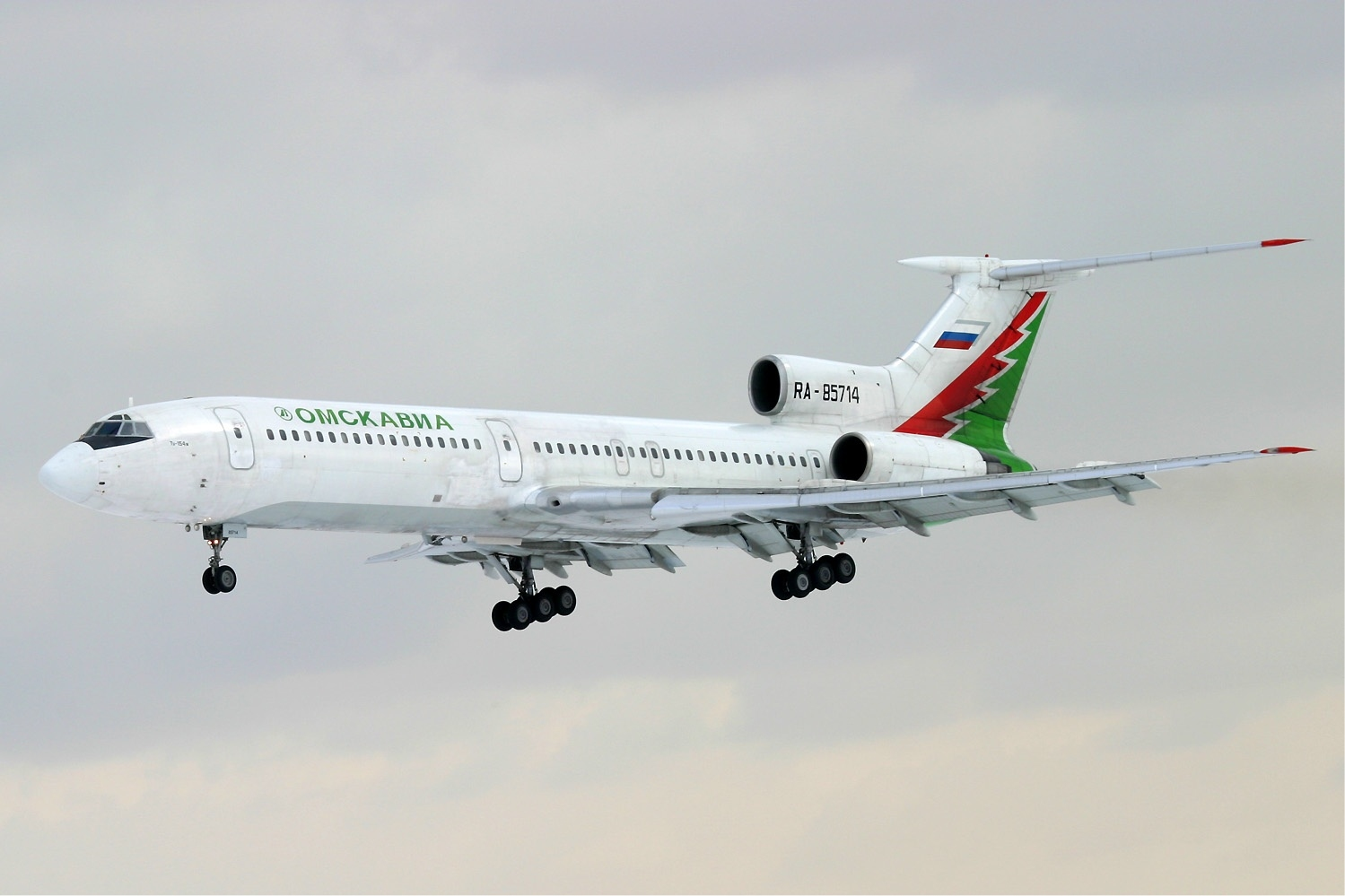
Tu-154M aterrizando en Frankfurt

La aerolínea entró en la alianza llamada AirBridge Air Alliance en 2004, luego de salir de la alianza llamada AirUnion en verano de 2005. En octubre de 2008, el gobierno ruso suspendió su permiso de vuelo.

## Historia
Omskavia se fundó como una división de Aeroflot durante la Unión Soviética para satisfacer la alta demanda de la región del óblast de Omsk. Tras la caída de la Unión Soviética, se separó de Aeroflot y fue renombrada Omsk State Air Enterprise. Empezó operaciones el 1 de febrero de 1994. En 2007 la aerolínea se integró a la alianza de AirUnion, pasando a manos de KrasAir. En 2008 la alianza empezó a tener problemas financieros debido a las deudas que generaban los gastos en combustible, mantenimiento y logística. Finalmente en septiembre de 2008, AirUnion dejó de existir junto con las cinco compañías que componían la alianza; KrasAir, Sibaviatrans, Domodedovo Airlines, Omskavia y Samara Airlines.

## Destinos
- Rusia

Moscú
Nizhnevartovsk
Aeropuerto de Sochi-Alder
- Alemania

Frankfurt
Hannover
Colonia
También operaba vuelos chárter hacia el Mediterráneo y Tailandia.
Desde 1996 Omskavia estaba rentando aviones a Mahan Air. En 2006, cuatro Tu-154 de Omskavia recibieron permiso para volar en Irán. 

## Flota
En 2009 la flota de Omskavia consistía de:
- 3 Tu-154M

También utilizaban aeronaves pertenecientes a KrasAir, en su condición de accionista mayoritario.
La aerolínea tenía pedidos 4 Tupolev Tu-214. Esta orden fue cancelada en el 2003 por loa problemas económicos que afrontaba la aerolínea.